# Sojuz 9
Sojuz 9 è stata una missione della navicella spaziale sovietica Sojuz del giugno 1970. Si trattò dell'ottavo volo equipaggiato di questa capsula nonché del diciassettesimo volo nell'ambito del programma Sojuz sovietico.

## Equipaggio
- Andrijan Grigor'evič Nikolaev (secondo volo) comandante
- Vitalij Ivanovič Sevast'janov (primo volo) ingegnere di bordo

### Equipaggio di riserva
- Anatolij Vasil'evič Filipčenko, comandante
- Georgij Michajlovič Grečko, ingegnere di bordo

### Equipaggio di supporto
- Vasilij Grigor'evič Lazarev
- Valerij Aleksandrovič Jazdovskij

## Missione
Con questa missione di lunga durata si voleva dimostrare che l'uomo fosse in grado di rimanere nello stato di assenza di forza di gravità per un periodo relativamente lungo senza subire danni all'incolumità fisica e allo stato di salute in generale.
La Sojuz 9, in fondo, spianò la strada per la prima stazione spaziale sovietica Saljut e le missioni ad essa collegate. Durante questa missione infatti, l'equipaggio fu incaricato di svolgere diversi lavori, sia in coppia sia individuali. Il comandante Nikolaev, che volava nello spazio per la seconda volta dopo la missione Vostok 3, e l'ingegnere di bordo Sevast'janov (per il quale questa missione fu il primo volo), rimasero nello spazio per quasi diciotto giorni svolgendo una serie di esperimenti biomedici e fisici su loro stessi, come pure conducendo ricerche sugli effetti psichici e sociali di un volo nello spazio prolungato. I cosmonauti ebbero la possibilità di comunicare due volte via TV con le loro famiglie, di seguire le partite di calcio dei mondiali di calcio del Messico, giocare a scacchi con il personale del centro di controllo di volo e di esercitare il loro diritto di voto per un'elezione sovietica. La missione segnò un nuovo record di permanenza nello spazio e fu la dimostrazione, che l'uomo potesse rimanere nello spazio molto più a lungo di quanto considerato sin d'ora, cioè per un periodo alquanto superiore della durata di una missione del programma Apollo. Per garantire ciò comunque doveva essere particolarmente considerata la componente psicica, cioè si doveva garantire le possibilità di svago per i cosmonauti. Allora l'uomo poteva facilmente sopravvivere nello spazio.
Dopo il rientro a Terra, si accertò che i due cosmonauti erano evidentemente calati di peso. Impegnarono quasi un mese per recuperare tali perdite e riavere la loro forza fisica originaria. Nello spazio avevano spesso tralasciato le attività fisiche previste onde poter effettuare le attività scientifiche ritenute più fondamentali. La reazione dei loro corpi pertanto fu un'ulteriore dimostrazione dell'indispensabilità dell'esercitazione fisica durante missioni nello spazio di lunga durata.
Il precedente record di permanenza nello spazio di 13 giorni, raggiunto dagli astronauti americani Frank Borman e Jim Lovell con Gemini 7 nel dicembre del 1965, aveva pertanto resistito per quasi cinque anni. La Sojuz 9 riportò questo primato a favore dell'Unione Sovietica.
Si trattò dell'ultimo record di permanenza nello spazio raggiunto da una navicella spaziale che non si agganciò ad una stazione spaziale.